# Olimpia Ajakaiye
Olimpia Anna Ajakaiye (ur. 24 lipca 1974 w Krakowie) – polska aktorka, prezenterka telewizyjna. Ma pochodzenie afrykańskie.

## Życiorys
Ukończyła studia na Wydziale Projektowania Architektury Wnętrz w Akademii Sztuk Pięknych im. Jana Matejki w Krakowie i na Uniwersytecie Pedagogicznym im. Komisji Edukacji Narodowej w Krakowie.
Jest twarzą marki Le Premier. Współpracuje przy projektowaniu opraw oświetleniowych z firmą AQForm (np. projekt kolekcji Satellite).
Od 2023 jest gospodynią programu "Show Room" emitowanym na YouTube, na którym pokazuje różnorodne wnętrza i uczy jak samodzielnie zaaranżować przestrzeń w domu. Producentem programu jest spółka KRK FILM.

## Filmografia
- 1998, 2000: Klasa na obcasach – jako Olivia
- 2000: Na dobre i na złe – jako Marysia, narzeczona doktora Dialo (odc. 51)
- 2000: Sukces – jako dziewczyna prowadząca casting do filmu „Quo Vadis”
- 2000: To my
- 2001: Zostać miss – jako Marzena Romario, uczestniczka konkursu, II wicemiss Venus
- 2003: Na Wspólnej – jako Sabina
- 2005: Magda M. – jako sekretarka Julii Szulc (odc. 8)
- 2012: Julia – jako prezenterka (odc. 90)
- 2020: Święty – jako świadek koronny
- 2021: Na Sygnale - jako szefowa SORu

## Prezenterka w programach telewizyjnych
- Na gapę w Canal+ – program kulturalno-rozrywkowy o modzie, filmie
- Przytul mnie w Polsat – program muzyczny
- programy interaktywne w TVN, TVN 7 i TVN Gra: Apetyt na kasę, Fabryka gry, Garito, Graj o raj, Granie na ekranie, Granie na śniadanie, Hej – nał show, Łamisłowka, Rozbij bank, Salon gier, Salon gry, Seans filmowy, Strażnik kasy, Szybka forsa, Wyścig po kasę oraz Zabawa od kuchni
- A normalnie o tej porze w TVP2 – talk-show o charakterze kulturalnym
- Pytanie na śniadanie w TVP2 – poranny magazyn śniadaniowy
- Show Room na YouTube - program o aranżacji wnętrz[5]

## Nagrody
- Medal Rektora krakowskiej Akademii Sztuk Pięknych za prace dyplomowe.
- 2001 – Stypendium Prezydenta Miasta Krakowa.